# Коростенська волость
Коростенська волость (до 1917 року — Іскоростська волость) — адміністративно-територіальна одиниця Овруцького повіту Волинської губернії Російської імперії та Української держави. Волосний центр — містечко Коростень (до 1917 — Іскорость).

## Історія
З 1917 року мала назву Коростенської волості. З 1921 року входила до складу Коростенського повіту.

## Адміністративний устрій
Станом на 1885 рік складалася з 23 поселень, 13 сільських громад. Населення — 11777 осіб (5839 чоловічої статі та 5939 — жіночої), 433 дворових господарства.
|                     | Площа, десятин | У тому числі орної, дес. |
| ------------------- | -------------- | ------------------------ |
| Сільських громад    | 9035           | 6781                     |
| Приватної власності | 24908          | 11299                    |
| Казенної власності  | 1              | —                        |
| Іншої власності     | 381            | 165                      |
| Загалом             | 34325          | 18245                    |

Основні поселення волості:
- Іскорость пол. Iskorość[2]  — колишнє власницьке містечко при річці Уж за 41 версту від повітового міста, 804 особи, 75 дворів, православна церква, 2 єврейських молитовних будинки, 2 постоялих двори, постоялий дім, 4 лавки, водяний млин. За 1 версту-цегельний завод. За 4 версти — село різночинців Пашини із православною церквою, постоялим будинком і 3 водяними млинами. За 12 верст — село різночинців Давидки із 547 жителями та постоялим будинком. За 22 версти — село різночинців Горщик із 479 жителями та школою.
- Бехи — колишнє власницьке село при річці Откасувка, 107 осіб, 13 дворів, православна церква, 2 постоялих будинки, лавка.
- Білошиці — колишнє власницьке село при струмку Зміївка, 98 осіб, 13 дворів, православна церква, 3 постоялих будинки, лавка.
- Вигів — колишнє власницьке село при річці Могилянка, 60 осіб, 7 дворів, православна церква.
- Могильне — колишнє власницьке село при річці Уж, 500 осіб, 64 двори, православна церква, поштова станція, постоялий будинок.
- Чолівка — колишня власницька слобода при річці Уж, 50 осіб, 8 дворів, старообрядницький молитовний будинок, постоялий двір, водяний млин, сукновальня.